# Finnmark
La contea di Finnmark (Finnmark fylke in norvegese, Finnmárku in sami, Ruija in finlandese) è una contea norvegese situata all'estremo nord del paese. Il Finnmark fa parte della Lapponia, che si estende su quattro paesi. Confina con la contea norvegese di Troms, con la Lapponia finlandese e con l'Oblast' di Murmansk, in Russia. La sua capitale è Vadsø, nonostante il centro più popolato sia Alta.
La contea è stata unita in un'unica contea con il Troms dal 1º gennaio 2020 al 31 dicembre 2023.

## Informazioni generali

### Nome
La vecchia forma norrena del nome era Finnmǫrk. Il primo elemento è finn(ar), il nome norreno per il popolo Sami. L'ultimo elemento è mǫrk che significa "bosco" o "terra di confine". In epoca norvegese il nome si riferiva a tutti i luoghi in cui vivevano i Sámi (anche parti della Norvegia del Sud).

### Stemma
Lo stemma è nero con una torre del castello color oro, tecnicamente descritta come "un castello a torre singola". Il design è del 1967 e mostra la vecchia fortezza di Vardøhus al confine orientale con la Russia.

## Geografia

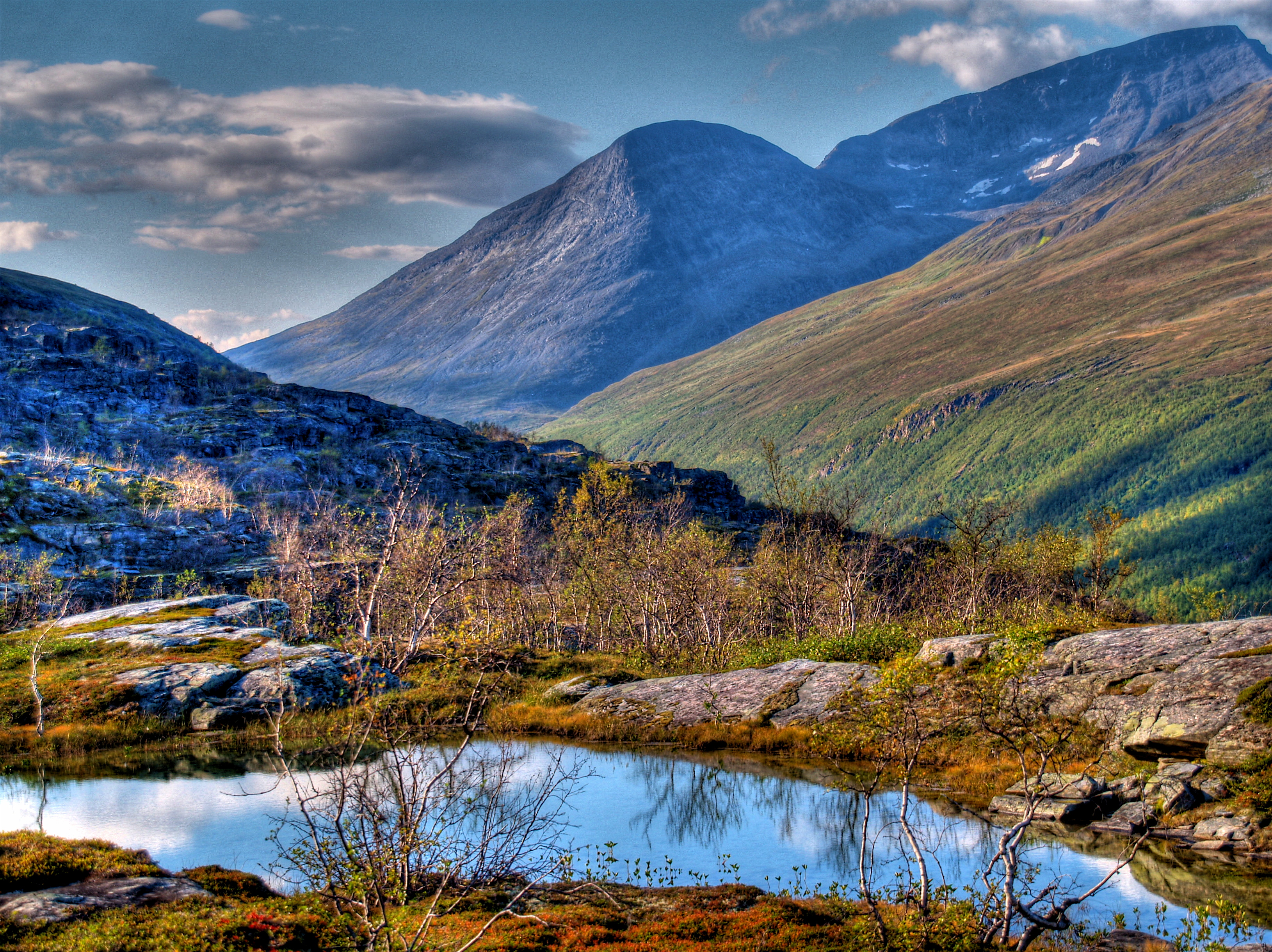
Paesaggio montano nei pressi di Kvalsund

Il Finnmark era la contea più settentrionale e più orientale della Norvegia, se non si considerano le isole Svalbard come una contea. Era la contea meno popolata della Norvegia, pur avendo una superficie maggiore della Danimarca. Aveva 6844 chilometri di costa, di cui 3155 relativi alle isole. Il nord e l'ovest sono disseminati di baie: i paesaggi sono molto vari, passando da litorali deserti a regioni fluviali dotate di vegetazione verdeggiante. Il capo Nord, non lontano da Honningsvåg, è talvolta considerato il punto più settentrionale del continente europeo, su un'isola (Mageröya). Kinnarodden, nella penisola di Nordkinn, nel comune di Lebesby, è il punto più settentrionale della terraferma europea.
La costa è frastagliata da grandi fiordi, molti dei quali (in senso stretto) sono falsi fiordi, poiché non sono scavati dai ghiacciai. Alcune delle più grandi colonie di uccelli marini della Norvegia si trovano sulla costa settentrionale, le più grandi sono Hjelmsøystauran sull'isola di Hjelmsøya nel comune di Måsøy e Gjesværstappan nel comune di Nordkapp. Il punto più alto si trova sulla cima del ghiacciaio Øksfjordjøkelen, che ha una superficie di 45 chilometri quadrati e si trova nel comune di Loppa. Il ghiacciaio dell'altopiano di Øksfjord partì direttamente nel mare (Jøkelfjorden) fino al 1900, l'ultimo ghiacciaio della Norvegia continentale a farlo. Le parti centrale e orientale del Finnmark sono generalmente meno montuose e senza ghiacciai.
La natura varia dalle zone costiere sterili di fronte al Mare di Barents, alle aree di fiordo più riparate e alle valli fluviali con calanchi e vegetazione arborea. Circa metà della contea è al di sopra della linea degli alberi e gran parte dell'altra metà è coperta dalla betula pubescens.
Le aree più rigogliose sono Alta e le valli del Tana, e ad est è situata la pianura della valle Pasvik a Sør-Varanger, dove la foresta di pini e abeti siberiani è considerata parte della vegetazione della taiga russa. Questa valle ha la più alta densità di orsi bruni in Norvegia ed è l'unica località del paese con una popolazione di topi muschiati. La lince e l'alce sono comuni in gran parte del Finnmark, ma sono rari sulla costa.
Le parti interne della contea fanno parte del grande altopiano di Finnmarksvidda, con un'altitudine compresa tra 300 e 400 metri, con numerosi laghi e valli fluviali. L'altopiano è famoso per le sue decine di migliaia di renne di proprietà dei Sami e per gli sciami di zanzare a metà estate. Il Parco nazionale Stabbursdalen garantisce la protezione della pineta più settentrionale del mondo.
Il fiume Tana, che definisce in parte il confine con la Finlandia, offre la più grande pesca di salmoni di tutti i fiumi d'Europa, e ha anche il record mondiale per il salmone atlantico, 36 kg. Ad est, il Pasvikelva definisce il confine con la Russia.

### Clima
L'altopiano di Finnmarksvidda nell'entroterra della contea ha un clima continentale con le temperature invernali più fredde in Norvegia: la temperatura più fredda mai registrata è stata di -51,4 °C a Karasjok il 1º gennaio 1886. Le medie delle 24 ore per gennaio e luglio nella stessa località sono −17,1 °C e 13,1 °C, la media annuale è −2,4 °C e le precipitazioni sono solo 366 millimetri all'anno con l'estate come la stagione più piovosa. Karasjok ha registrato fino a 32,4 °C a luglio, dando una possibile ampiezza annuale di 84 °C (151 °F) (raro in Europa). Finnmarksvidda ha una temperatura media annuale fino a -3 °C, la più fredda della Norvegia continentale (ad eccezione delle aree montuose più alte) e persino più fredda di Jan Mayen.
A causa della vicinanza all'oceano senza ghiaccio, gli inverni sono molto più miti nelle zone costiere (e più ventosi): la differenza di temperatura media annua tra Loppa, località costiera, e Karasjok (6 °C) è paragonabile alla differenza tra Loppa e Londra.
Nella classificazione climatica di Köppen, il clima di Karasjok - e della maggior parte delle zone di pianura del Finnmark - corrisponde alla categoria clima subartico, mentre il clima di Loppa corrisponde alla categoria clima oceanico subpolare. La costa nord-orientale, da Nordkapp ad est a Vardø, ha un clima di tundra artica, poiché la temperatura media di luglio è inferiore a 10 °C.
Inoltre, altitudini superiori a circa 100-200 metri nelle aree costiere nel Finnmark occidentale e 300-500 metri all'interno determinano un clima alpino.

## Storia
La gente vive nel Finnmark da almeno 10.000 anni (vedi cultura di Komsa, cultura della ceramica a pettine e i graffiti rupestri di Alta, questi ultimi patrimonio dell'umanità). Il destino di queste prime culture non è noto. Tre gruppi etnici hanno una lunga storia nel Finnmark: il popolo Sami, il popolo norvegese e il popolo Kven. Di questi, i Sami probabilmente furono le prime persone ad esplorare il Finnmark. Il Finnmark, così come i comuni di Kautokeino, Karasjok, Tana, Nesseby e Porsanger, hanno anche un nome ufficiale in lingua sami.
Ottar di Hålogaland era un avventuroso norvegese di Hålogaland, l'area approssimativamente corrispondente all'attuale contea del Nordland. Intorno all'890 d.C., sosteneva che "nessuno [viveva] più a nord di lui".
Le aree orientali del Finnmark furono colonizzate dai norvegesi a partire dal X secolo e ci sono storie che descrivono gli scontri con i careliani. Le scaramucce di confine tra norvegesi e novgorodiani continuarono fino al 1326, quando il trattato di Novgorod risolse la questione.
La prima fortificazione conosciuta nel Finnmark è la fortezza di Vardøhus, eretta per la prima volta nel 1306 dal re Haakon V Magnusson. Questa è la fortezza più settentrionale del mondo. Nel XVII secolo, 88 giovani donne furono bruciate come streghe a Vardø, un numero estremamente elevato rispetto alla popolazione totale di quest'area in quel momento.
Il Finnmark divenne per la prima volta soggetto all'aumento della colonizzazione nel XVIII e XIX secolo. Norvegia, Svezia e Russia hanno tutti rivendicato il controllo su quest'area. La Finlandia faceva parte della Russia a quel tempo e non aveva un rappresentante indipendente. I residenti finlandesi del Finnmark, i Kven, sono in gran parte discendenti di immigrati di lingua finlandese che arrivarono nella zona nel XVIII secolo da Meänmaa e successivamente nel XIX secolo dalla Finlandia, che soffrivano di carestie e guerre. Nel XIX secolo il Finnmark ottenne lo status di amt (contea). Per un certo periodo, vi fu un vivace commercio con la Russia (commercio di Pomor) e molti norvegesi si stabilirono sulla penisola di Kola.
Verso la fine della seconda guerra mondiale, con l'operazione Nordlicht, i tedeschi usarono la tattica della terra bruciata nel Finnmark e nel nord del Troms per fermare l'Armata Rossa. Di conseguenza, poche case sopravvissero alla guerra e gran parte della popolazione fu evacuata con forza più a sud (Tromsø era affollata), ma molte persone evitarono l'evacuazione nascondendosi in caverne e rifugi e aspettarono che i tedeschi se ne fossero andati. C'erano 11.000 case, 4.700 capannoni per mucche, 106 scuole, 27 chiese e 21 ospedali bruciati. Sono state distrutte 22.000 linee di comunicazione, le strade sono state fatte saltare in aria, le barche sono state distrutte, gli animali uccisi e 1.000 bambini separati dai loro genitori.
Tuttavia, dopo aver conquistato la città di Kirkenes il 25 ottobre 1944, l'Armata Rossa non tentò ulteriori offensive in Norvegia. Le forze norvegesi libere arrivarono dalla Gran Bretagna e liberarono il resto della contea. Alla fine della guerra, più di 70.000 persone rimasero senza casa nel Finnmark.
La guerra fredda fu talvolta un periodo di tensioni nel Finnmark orientale, al confine lungo 196 chilometri con l'Unione Sovietica. Per evitare che le tensioni diventassero troppo alte, la Norvegia dichiarò che nel Finnmark non avrebbero avuto luogo esercitazioni NATO. Vi furono, tuttavia, molte attività di intelligence militare e gli aerei norvegesi di sorveglianza marittima P-3 Orion furono spesso i primi a fotografare sottomarini e aerei sovietici di nuova costruzione. Una nave ELINT appositamente costruita, Marjata, era sempre di stanza vicino al confine e l'attuale Marjata opera ancora fuori dai porti nel Finnmark orientale. Nel 2000, i generali russi hanno minacciato di colpire il radar Globus II a Vardø con missili nucleari.

## Popolazione
| Storico della popolazione | Storico della popolazione | Storico della popolazione |
| Anno                      | Pop.                      | ±%                        |
| ------------------------- | ------------------------- | ------------------------- |
| 1951                      | 64,511                    | —                         |
| 1961                      | 72,104                    | +11.8%                    |
| 1971                      | 76,311                    | +5.8%                     |
| 1981                      | 78,331                    | +2.6%                     |
| 1991                      | 74,590                    | −4.8%                     |
| 2001                      | 74,087                    | −0.7%                     |
| 2011                      | 73,417                    | −0.9%                     |
| 2016                      | 75,758                    | +3.2%                     |
| Fonte: Statistics Norway  |                           |                           |

## Economia e trasporti
Oltre la pesca e lo sfruttamento del legname, l'economia locale si basa sullo sfruttamento delle risorse minerarie, come ad esempio a Kirkenes.
La pesca è stata tradizionalmente il modo più importante di vivere lungo la costa, dove vive la maggior parte della popolazione norvegese. Il granchio reale rosso, originario dell'oceano Pacifico settentrionale ma portato dai russi nel mare di Barents, è arrivato dall'est e viene ora sfruttato commercialmente (specialmente nel Varangerfjord). Per evitare che il granchio si diffonda troppo a sud, la pesca del granchio a ovest di Nordkapp è totalmente non regolamentata.
L'industria dell'ardesia ad Alta è ben nota.
Negli ultimi anni, il turismo è cresciuto di importanza, con Capo Nord e le città di Alta e Hammerfest come destinazioni più importanti.
Ci sono 11 aeroporti, ma solo l'aeroporto di Alta, quello di Lakselv-Banak e quello di Kirkenes-Høybuktmoen offrono voli diretti per Oslo. Inoltre, l'aeroporto di Lakselv-Banak a Porsanger viene utilizzato per l'addestramento della Royal Norwegian Air Force e di altri alleati della NATO, in collaborazione con il vicino poligono di tiro di Halkavarre. Garnisonen i Porsanger è vicino all'area di allenamento di Halkavarre. C'è anche la base militare di Sør-Varanger (GSV) ad est, a guardia del confine con la Russia.
La città di Hammerfest sta vivendo un boom economico a seguito della costruzione di un grande sito di gas naturale liquefatto terrestre sull'isola di Melkøya, che ottiene gas naturale dal giacimento sottomarino di Snøhvit. Nel 2009 è stato scoperto un nuovo giacimento petrolifero a soli 45 km dalla costa, vicino al campo di Snøhvit.

## Comuni

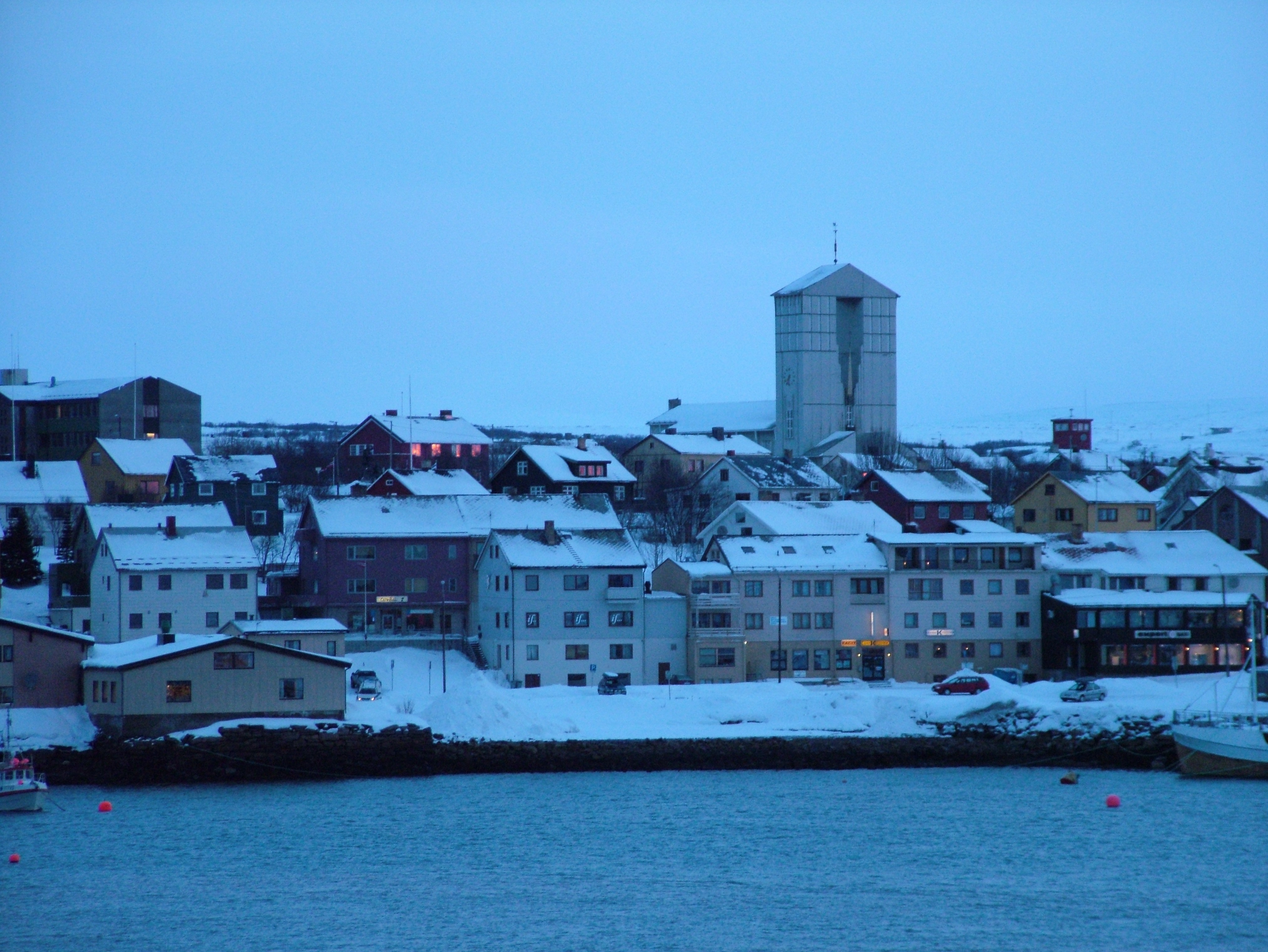
Vadsø in inverno

La contea di Finnmark si suddivide in 18 comuni (kommuner):
- Alta (17.889)
- Berlevåg (1.104)
- Båtsfjord (2.171)
- Gamvik (1.076)
- Hammerfest (9.361)
- Hasvik (1.033)
- Karasjok (2.889)
- Kautokeino (2.998)
- Lebesby (1.391)

- Loppa (1.213)
- Måsøy (1.376)
- Nesseby (892)
- Nordkapp (3.330)
- Porsanger (4.222)
- Sør-Varanger (9.464)
- Tana (3.006)
- Vadsø (6.114)
- Vardø (2.338)

(Dati del 1º gennaio 2006, che non tengono conto dell'unione di Kvalsund ad Hammerfest)
Tra le ultime modifiche amministrative vi è l'accorpamento del comune di Kvalsund in quello di Hammerfest (2020).